# Бражник скабіозовий
Бражник скабіозовий (Hemaris tityus) — вид комах з родини Бражникові (Sphingidae).

## Поширення
Європа, південний Урал, Кавказ та Закавказзя, західна Азія, західний Казахстан, західний Сибір.
В Україні зустрічається майже повсюдно. У деякі роки місцями, наприклад, у Луганському ПЗ, нерідкісний вид, але загалом зустрічаються лише поодинокі особини.

## Морфологічні ознаки
Розмах крил — 29-33 мм. Статевий диморфізм невиразний. Метелик з товстим тілом та порівняно невеликими прозорими крилами. Лише вздовж зовнішнього краю крил є досить вузька іржаво-бура крайова облямівка. Черевце пухнасте, з чорними та бурими перев'язками, на кінці черевця є щіточка з темних видовжених лусочок.

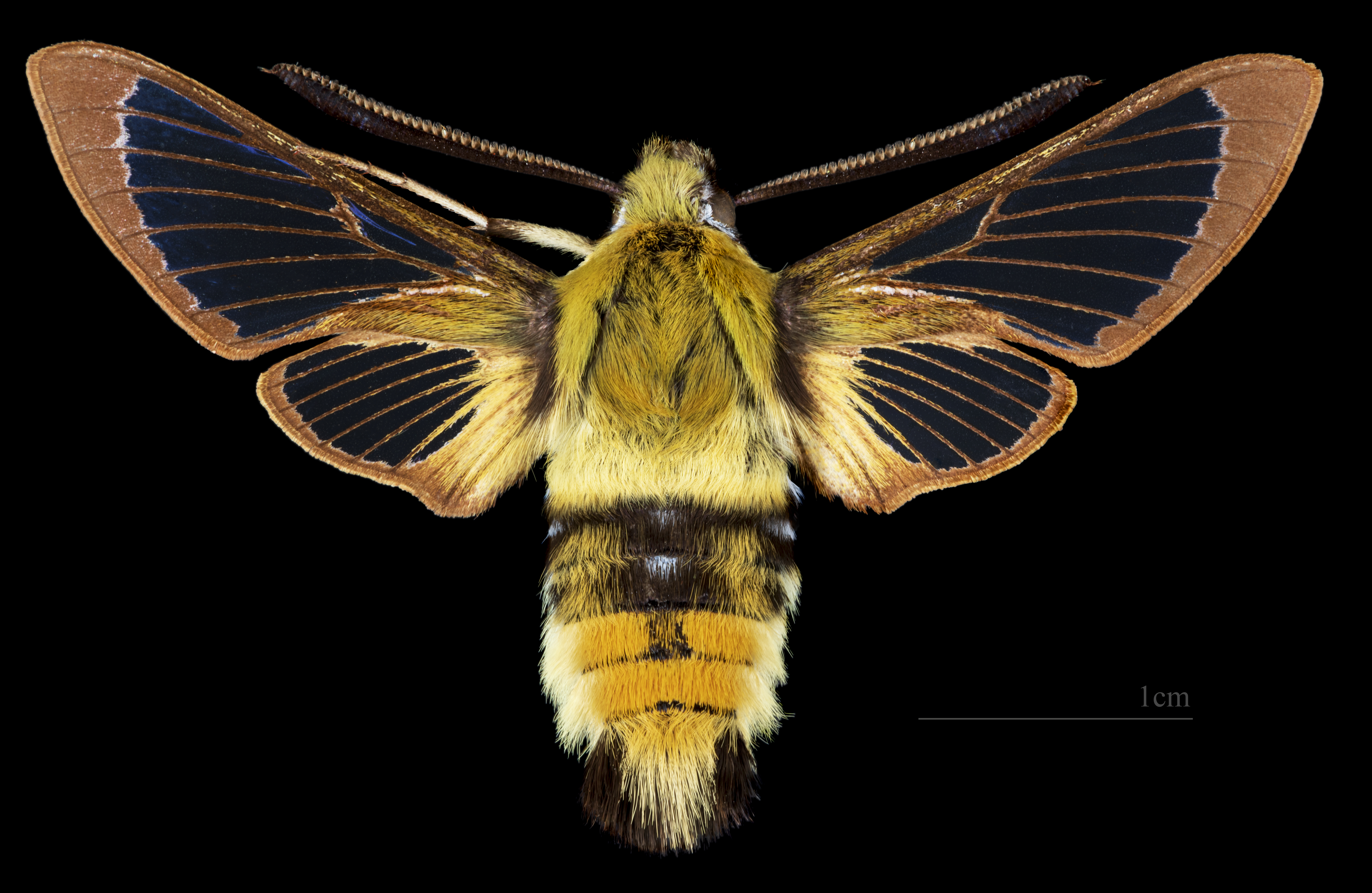
Hemaris tityus ♂
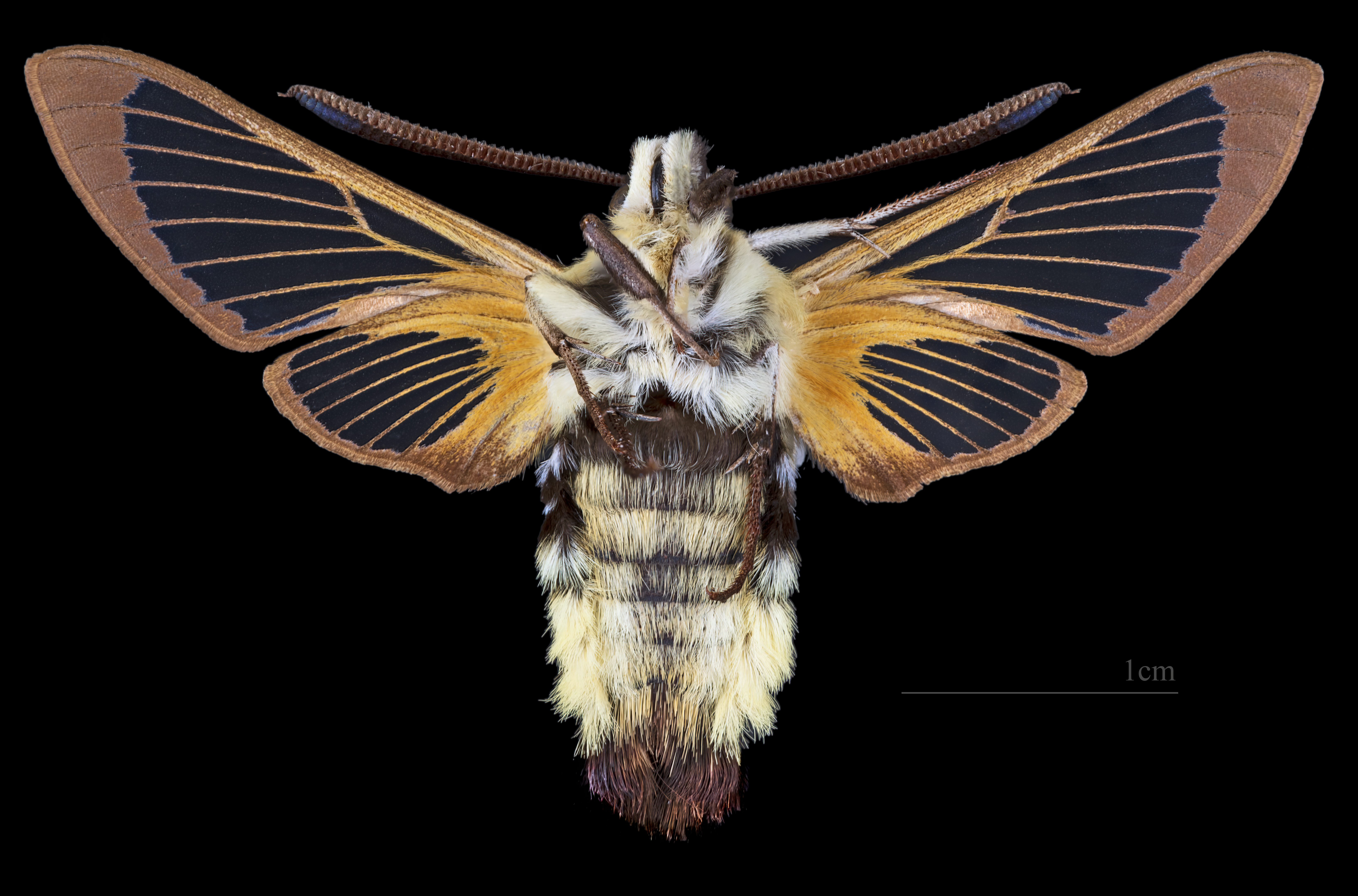
Hemaris tityus ♂   △

## Особливості біології
Зустрічається на узліссях та лісових галявинах, ярах з чагарниками, рідколіссях, на різнотравних луках. Упродовж року розвивається 1 генерація. Літ імаго триває з кінця квітня до липня, метелики активні вдень, живляться нектаром квітів. У сприятливі роки можливий розвиток другої генерації (літ метеликів — у липні-серпні). Гусінь розвивається з травня до серпня на трав'янистих рослинах: свербіжниці, черсаку, скабіозі, підмареннику та на чагарниках (жимолості). Лялечки зимують у ґрунті, іноді на поверхні ґрунту серед рослинних залишків.

## Загрози та охорона
Загрозами є знищення природних біотопів, застосування пестицидів, випалювання трави.
Як компонент біоценозу пасивно охороняється у заповідниках півдня України, зокрема у Луганському ПЗ. Доцільним є створення ентомологічних заказників у місцях постійного перебування виду.